# Seznam velvyslanců České republiky v Izraeli
Toto je seznam velvyslanců České republiky v Izraeli.
| Jméno                        | Trvání funkce      | Poznámky                                     |
| ---------------------------- | ------------------ | -------------------------------------------- |
| Miloš Pojar                  | 1. 1. 1993 – 1994  | V letech 1990-93 velvyslanec ČSFR v Izraeli. |
| Jiří Schneider               | 1995 – 1998        |                                              |
| Daniel Kumermann             | 24. 5. 1999 – 2004 |                                              |
| Michael Žantovský            | 9. 2. 2004 – 2009  |                                              |
| Tomáš Pojar                  | 2010 – 2014        | Syn bývalého velvyslance Miloše Pojara       |
| Ivo Schwarz                  | 2014 – 2018        |                                              |
| Martin Stropnický            | 2018 – 2023        |                                              |
| Veronika Kuchyňová Šmigolová | od r. 2023         |                                              |